# James Springer White
James Springer White (Palmyra, 4 agosto 1821 – Battle Creek, 6 agosto 1881) è stato un religioso statunitense, noto anche come l'Anziano White, è stato cofondatore della Chiesa Cristiana Avventista del Settimo Giorno e marito di Ellen G. White.
Nel 1849 ha iniziato il primo periodico avventista intitolato The Present Truth (La Presente Verità), nel 1855 si è trasferito al centro del nascente movimento di Battle Creek (Michigan), e nel 1863 ha svolto un ruolo fondamentale nella organizzazione formale della denominazione. In seguito ha svolto un ruolo importante nello sviluppo della struttura educativa avventista (inizio nel 1874) con la formazione di Battle Creek College (che è ora Andrews University).